# BAFTA (премия, 1974)
27-я церемония вручения наград премии BAFTA

1974
Лучший фильм: 

Американская ночь 

La nuit américaine
< 26-я Церемонии вручения 28-я >
27-я церемония вручения наград премии BAFTA, учреждённой Британской академией кино и телевизионных искусств, за заслуги в области кинематографа за 1973 год состоялась в Лондоне в 1974 году.

## Полный список победителей и номинантов
| Победители выделены отдельным цветом. |

### Основные категории
| Категории                                               | Победитель и номинанты                                                          |
| ------------------------------------------------------- | ------------------------------------------------------------------------------- |
| Лучший фильм                                            | • «Американская ночь»                                                           |
| Лучший фильм                                            | • «А теперь не смотри»                                                          |
| Лучший фильм                                            | • «День Шакала»                                                                 |
| Лучший фильм                                            | • «Скромное обаяние буржуазии»                                                  |
| Лучшая режиссёрская работа                              | • Франсуа Трюффо — «Американская ночь»                                          |
| Лучшая режиссёрская работа                              | • Луис Бунюэль — «Скромное обаяние буржуазии»                                   |
| Лучшая режиссёрская работа                              | • Фред Циннеман — «День Шакала»                                                 |
| Лучшая режиссёрская работа                              | • Николас Роуг — «А теперь не смотри»                                           |
| Лучшая мужская роль                                     | • Уолтер Маттау — «Чарли Вэррик» и «Пит и Тилли»                                |
| Лучшая мужская роль                                     | • Лоуренс Оливье — «Игра навылет»                                               |
| Лучшая мужская роль                                     | • Марлон Брандо — «Последнее танго в Париже»                                    |
| Лучшая мужская роль                                     | • Дональд Сазерленд — «А теперь не смотри»                                      |
| Лучшая мужская роль                                     | • Дональд Сазерленд — «Стельярд Блюз»                                           |
| Лучшая женская роль                                     | • Стефан Одран — «Скромное обаяние буржуазии» и «Перед тем, как опустится ночь» |
| Лучшая женская роль                                     | • Джули Кристи — «А теперь не смотри»                                           |
| Лучшая женская роль                                     | • Гленда Джексон — «С шиком»                                                    |
| Лучшая женская роль                                     | • Дайана Росс — «Леди поёт блюз»                                                |
| Лучшая женская роль                                     | • Ингрид Тулин — «Шёпоты и крики»                                               |
| Лучшая мужская роль второго плана                       | • Артур Лоу — «О, счастливчик!»                                                 |
| Лучшая мужская роль второго плана                       | • Иэн Баннен — «Оскорбление»                                                    |
| Лучшая мужская роль второго плана                       | • Денхолм Эллиотт — «Кукольный дом»                                             |
| Лучшая мужская роль второго плана                       | • Мишель Лонсдаль — «День Шакала»                                               |
| Лучшая женская роль второго плана                       | • Валентина Кортезе — «Американская ночь»                                       |
| Лучшая женская роль второго плана                       | • Розмари Лич — «Настанет день»                                                 |
| Лучшая женская роль второго плана                       | • Дельфин Сейриг — «День Шакала»                                                |
| Самый многообещающий дебютант, исполнивший главную роль | • Питер Иган — «Наёмный работник»                                               |
| Самый многообещающий дебютант, исполнивший главную роль | • Джим Дэйл — «Адольф Гитлер: Моё участие в его свержении»                      |
| Самый многообещающий дебютант, исполнивший главную роль | • Крис Кристофферсон — «Пэт Гэрретт и Билли Кид»                                |
| Самый многообещающий дебютант, исполнивший главную роль | • Дэвид Эссекс — «Настанет день»                                                |
| Лучший сценарий                                         | • «Скромное обаяние буржуазии» — Луис Буньюэль, Жан-Клод Каррьер                |
| Лучший сценарий                                         | • «День Шакала» — Кеннет Росс                                                   |
| Лучший сценарий                                         | • «Игра навылет» — Энтони Шэффер                                                |
| Лучший сценарий                                         | • «С шиком» — Мелвин Фрэнк, Джек Роуз                                           |

### Другие категории
| Категории                                                  | Победитель и номинанты                                                     |
| ---------------------------------------------------------- | -------------------------------------------------------------------------- |
| Лучшая музыка к фильму                                     | • «О, счастливчик!» — Алан Прайс                                           |
| Лучшая музыка к фильму                                     | • «Осадное положение» — Микис Теодоракис                                   |
| Лучшая музыка к фильму                                     | • «Пэт Гэрретт и Билли Кид» — Боб Дилан                                    |
| Лучшая музыка к фильму                                     | • «Саундер» — Тадж-Махал                                                   |
| Лучшая операторская работа                                 | • «А теперь не смотри» — Энтони Б. Ричмонд                                 |
| Лучшая операторская работа                                 | • «Игра навылет» — Освальд Моррис                                          |
| Лучшая операторская работа                                 | • «Иисус Христос — суперзвезда» — Дуглас Слокомб                           |
| Лучшая операторская работа                                 | • «Путешествия с моей тётей» — Дуглас Слокомб                              |
| Лучшая операторская работа                                 | • «Шёпоты и крики» — Свен Нюквист                                          |
| Лучший дизайн костюмов                                     | • «Наёмный работник» — Филлис Далтон                                       |
| Лучший дизайн костюмов                                     | • «Брат Солнце, сестра Луна» — Данило Донати                               |
| Лучший дизайн костюмов                                     | • «Иисус Христос — суперзвезда» — Ивонн Блэйк                              |
| Лучший дизайн костюмов                                     | • «Кукольный дом» — Беатрис Доусон                                         |
| Лучшая работа художника-постановщика                       | • «Наёмный работник» — Наташа Кролл                                        |
| Лучшая работа художника-постановщика                       | • «Игра навылет» — Кен Адам                                                |
| Лучшая работа художника-постановщика                       | • «Меня создала Англия» — Тони Вуллард                                     |
| Лучшая работа художника-постановщика                       | • «Рим Феллини» — Данило Донати                                            |
| Лучший монтаж                                              | • «День Шакала» — Ральф Кемплен                                            |
| Лучший монтаж                                              | • «А теперь не смотри» — Грэм Клиффорд                                     |
| Лучший монтаж                                              | • «Национальное здоровье» — Ральф Шелдон                                   |
| Лучший монтаж                                              | • «Чарли Вэррик» — Фрэнк Моррисс                                           |
| Лучший звук                                                | • «Иисус Христос — суперзвезда» — Лес Уиггинс, Гордон МакКаллум, Кит Грант |
| Лучший звук                                                | • «А теперь не смотри» — Родни Холланд, Питер Дэвис, Боб Джонс             |
| Лучший звук                                                | • «День Шакала» — Николас Стивенсон, Роберт Аллен                          |
| Лучший звук                                                | • «Скромное обаяние буржуазии» — Ги Вийетт, Луи Брюнель                    |
| Лучший анимационный фильм                                  | • Tchou Tchou                                                              |
| Лучший анимационный фильм                                  | • Balablok                                                                 |
| Лучший короткометражный фильм Награда имени Джона Грирсона | • Caring for History                                                       |
| Лучший короткометражный фильм Награда имени Джона Грирсона | • Artistry in Tureens                                                      |
| Лучший короткометражный фильм Награда имени Джона Грирсона | • Scene from Melbury House                                                 |
| Лучший короткометражный фильм Награда имени Джона Грирсона | • Without due Care                                                         |
| Лучший специализированный фильм                            | • A Man’s World                                                            |
| Лучший специализированный фильм                            | • The Pastfinder                                                           |
| Лучший специализированный фильм                            | • Who Sold you this, Then?                                                 |
| Лучший специализированный фильм                            | • W.S.P.                                                                   |
| Flaherty Documentary Award                                 | • Grierson                                                                 |
| United Nations Award                                       | • «Осадное положение»                                                      |
| United Nations Award                                       | • «Дикие»                                                                  |
| United Nations Award                                       | • «Иисус Христос — суперзвезда»                                            |
| United Nations Award                                       | • «Саундер»                                                                |
| BAFTA Academy Fellowship Award                             | • Дэвид Лин — режиссёр, сценарист, продюсер, монтажёр                      |